# László Felföldi

Bischofswappen von László Felföldi

László Felföldi (* 4. Februar 1961 in Geszteréd) ist ein ungarischer Geistlicher und römisch-katholischer Bischof von Pécs.

## Leben
László Felföldi besuchte die Grundschule in seinem Geburtsort und von 1975 bis 1979 die Schule der Piaristen in Kecskemét. Von 1979 bis 1981 studierte er Elektromechanik in Nyíregyháza. Anschließend begann Felföldi am Priesterseminar in Eger das Studium der Philosophie und der Katholischen Theologie. Er empfing am 21. Juni 1986 das Sakrament der Priesterweihe für das Erzbistum Eger.
Nach der Priesterweihe war László Felföldi als Pfarrvikar in Újfehértó (1986–1988), Eger (1988–1990) und Nyíregyháza (1990–1996) tätig. Am 31. Mai 1993 wurde er in den Klerus des neugegründeten Bistums Debrecen-Nyíregyháza inkardiniert. Von 1996 bis 1998 war er persönlicher Sekretär des Bischofs von Debrecen-Nyíregyháza. László Felföldi war von 1998 bis 2009 als Vize-Diözesankanzler tätig. Papst Johannes Paul II. verlieh ihm 2000 den Ehrentitel Päpstlicher Ehrenkaplan. Zudem war Felföldi von 2003 bis 2017 Pfarrer in Debrecen und Bischofsvikar für die Pastoral. 2008 wurde er zusätzlich Erzpriester des Dekanats Debrecen. Ab 2015 war László Felföldi Generalvikar des Bistums Debrecen-Nyíregyháza sowie ab 2017 außerdem Direktor des diözesanen Pastoralinstituts und Pfarrer der Konkathedrale Unserer Lieben Frau von Ungarn in Nyíregyháza. 2016 verlieh ihm sein Geburtsort die Ehrenbürgerwürde.
Am 18. November 2020 ernannte ihn Papst Franziskus zum Bischof von Pécs. Der Erzbischof von Esztergom-Budapest, Péter Kardinal Erdő, spendete ihm am 6. Januar 2021 in der Kathedrale St. Peter und Paul in Pécs die Bischofsweihe; Mitkonsekratoren waren der Apostolische Nuntius in Ungarn, Erzbischof Michael August Blume SVD, und der emeritierte Bischof von Debrecen-Nyíregyháza, Nándor Bosák.